# 53e Legerkorps (Wehrmacht)
Het Duitse 53e Legerkorps (Duits: Generalkommando LIII. Armeekorps) was een Duits legerkorps van de Wehrmacht tijdens de Tweede Wereldoorlog. Het korps vocht eerst aan het oostfront en na heroprichting aan het westfront. 

## Krijgsgeschiedenis

### Oprichting
Het 53e Legerkorps werd op 15 februari 1941 opgericht in Werkreis XVIII (Salzburg) in Zell am See.  

### Oostfront
Op 31 maart 1941 verplaatste het korps naar Oefenterrein Groß Born en begin mei naar Polen. In juni volgden nog verplaatsingen naar Radom en Lukov. Bij het begin van Operatie Barbarossa in juni 1941 werd het korps eerst als reserve van het 4e Leger gebruikt.  Aanvankelijk waren de 45e, 52e en 167e Infanteriedivisies onder bevel. Begin juli 1941 volgde het korps het 46e Gemotoriseerde Korps tijdens de opmars naar de Berezina.  Begin augustus 1941 viel het korps bij Bobruisk op 14 augustus het Sovjet bruggenhoofd bij Shlobin en Rogachev op de westoever van de Dnjepr.  In september fungeerde het korps als Legergroep-reserve van Heeresgruppe Mitte, met de 52e, 162e en 252e Infanteriedivisies.  Tijdens de Operatie Taifun (oktober 1941), weer onder het 2e Leger, rukte het korps met de 56e, 167e en 112e Infanteriedivisies op richting Brjansk. Tegen december 1941 was het korps in de aanval in de oostelijke boog van Toela. Daar werd het korps teruggedrongen door het tegenoffensief van het 61e Sovjet-leger tot achter de Oka naar Belyov. Het was intussen januari. Tijdelijk was ook de verbinding met het noordelijk staande 43e Legerkorps volledig onderbroken door Sovjet-troepen.

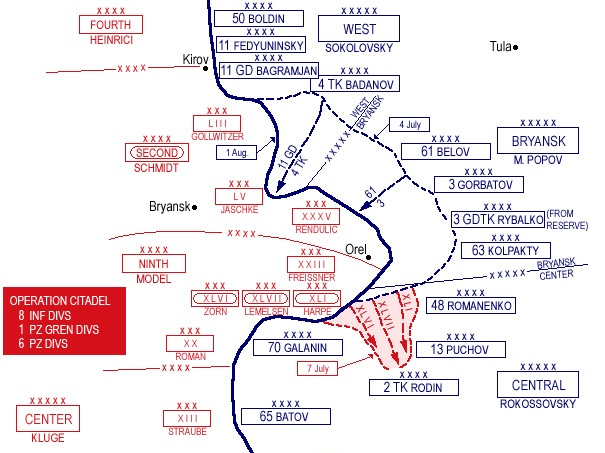
Operatie Kutuzov

Van november 1941 tot augustus 1943 stond het korps continu onder bevel van het 2e Pantserleger in het gebied Orel-Brjansk en gedurende deze tijd bevond het korps zich bij Bolchov. Tijdens de Sovjet Orel Operatie (Operation Kutuzov, juli 1943) beschikte het korps over de 208e, 211e en 293e Infanteriedivisies en de 25e Panzergrenadierdivisie.  Op 12 juli werd het front van het korps tussen Zhizdra en de Oka uiteengereten door het Sovjetoffensief. Het rechts aansluitende 35e Legerkorps  moest zich terugtrekken op de Optucha. Dit deel van de Oka en de gehele Orel-boog moest worden ontruimd. Na de terugtocht kwam het korps onder bevel van het 3e Pantserleger in het Vitebsk-gebied, waar het de troepen overnam van het naar Italië vertrekkende 2e Luftwaffen-Feldkorps.  In juni 1944 werd het korps omsingeld rond Vitebsk tijdens de beginfase van de Sovjet Operatie Bagration. Aangezien Vitebsk door Hitler was aangewezen als “Fester Platz”, was terugtrekken niet geoorloofd. Het resultaat was dat de divisies van het korps, de 206e en 246e Infanteriedivisies en de 4e en 6e Luftwaffenfelddivisies, totaal werden vernietigd.  Resten van kader en eenheden die door de omsingeling doorgebroken waren, werden gebruikt om de 12e SS Legerkorps op te zetten. Het korps had eenvoudigweg opgehouden te bestaan op 27 juni 1944.

### Westfront - heropgericht

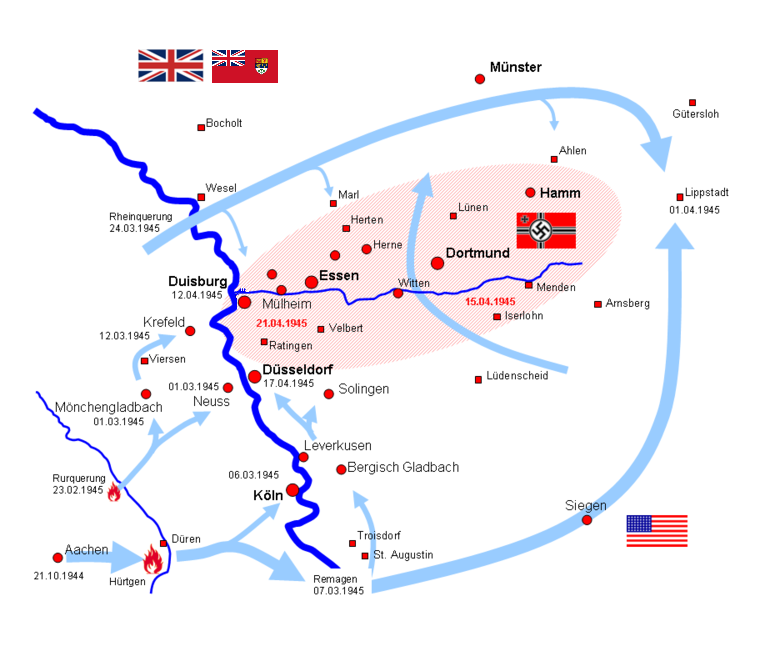
Omsingeling van de Ruhrkessel

Het korps werd op 11 november 1944 opnieuw opgericht nabij Danzig in Wehrkreis XX onder gebruikmaking van Korps von Rothkirch (voorheen "Befehlshaber des Rückwärtigen Heeresgebietes Mitte") samen met delen van de korpstroepen van het 54e Legerkorps. Het korps werd vanaf december 1944 aan het Westfront ingezet, bij het 7e Leger rond Bitburg. Bij het begin van het Ardennen-offensief op 16 december, had het korps, gelegen aan de zuidflank van het 7e Leger, eigenlijk geen troepen onder zich (behalve een strafbataljon en een machinegeweerbataljon). Op 22 december echter, kreeg het korps de belangrijke taak de uiterste westflank over te nemen van het 85e Legerkorps ten zuiden van Bastenaken. Begin maart had het korps onder bevel de 176e Infanteriedivisie en de restanten van de 326e en 340e Volksgrenadierdivisies. Vanaf april 1945 opereerde het korps bij de Armee-Abteilung von Lüttwitz in de Ruhrkessel.

De laatste commandant, luitenant-generaal Fritz Bayerlein, capituleerde op 15 april in Menden in het Sauerland met de overblijfselen van zijn korps tegenover Amerikaanse troepen.

## Commandanten

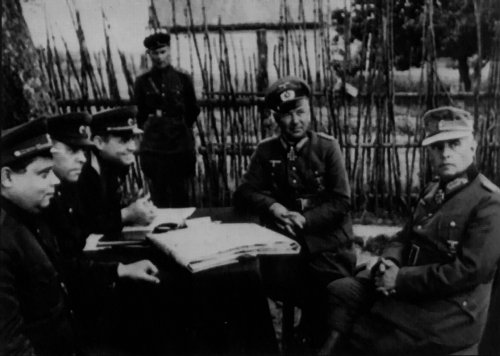
General Gollwitzer tijdens zijn overgave na de slag om Vitebsk

## Bovenliggende bevelslagen
| Leger                        | Legergroep                | Plaats/regio                | Begin             | Eind              |
| ---------------------------- | ------------------------- | --------------------------- | ----------------- | ----------------- |
|                              | stellv. Gen.Kdo. XIII. AK | Oostenrijk                  | 15 februari 1941  | 15 maart 1941     |
| 2. Armee                     | Heeresgruppe C            | Oostenrijk                  | 15 maart 1941     | 1 april           |
| 11. Armee                    | Heeresgruppe C, OKH       | Groß Born, Polen            | 15 maart 1941     | 13 mei 1941       |
| 4. Armee                     | Heeresgruppe C            | Polen                       | 13 mei 1941       | 3 juni 1941       |
| 2. Armee                     | Heeresgruppe Mitte        | Polen, Brest-Litovsk, Pinsk | 3 juni 1941       | 27 augustus 1941  |
| 4. Armee                     | Heeresgruppe Mitte        | Prinsk, Roslavl, Bobruisk   | 27 augustus 1941  | 26 september 1941 |
| 2. Armee                     | Heeresgruppe Mitte        | Bobruisk, Brjansk           | 26 september 1941 | 19 oktober 1941   |
| 2. Panzerarmee               | Heeresgruppe Mitte        | Toela, Bolchov, Orel        | 19 oktober 1941   | 13 augustus 1943  |
| 9. Armee                     | Heeresgruppe Mitte        | Brjansk, Orel               | 13 augustus 1943  | 20 augustus 1943  |
| direct onder bevel           | Heeresgruppe Mitte        |                             | 20 augustus 1943  | 1 oktober 1943    |
| 3. Panzerarmee               | Heeresgruppe Mitte        | Vitebsk                     | 1 oktober 1943    | 27 juni 1944      |
| 7. Armee                     | Heeresgruppe B            | Polen                       | december 1944     | begin maart 1945  |
| 15. Armee                    | Heeresgruppe B            | Polen                       | begin maart 1945  | 8 april 1945      |
| Armee-Abteilung von Lüttwitz | Ruhrkessel                | Polen                       | 10 april 1945     | 15 april 1945     |

## Commandanten[1]
| Rang                   | Naam                            | Begin            | Eind             | Opmerking                    |
| ---------------------- | ------------------------------- | ---------------- | ---------------- | ---------------------------- |
| General der Infanterie | Karl Weisenberger               | 15 februari 1941 | 30 november 1941 |                              |
| General der Infanterie | Walther Fischer von Weikersthal | 1 december 1941  | 15 januari 1942  |                              |
| General der Infanterie | Erich-Heinrich Clößner          | 15 januari 1942  | 11 april 1943    |                              |
| Onbekend               | Onbekend                        | 11 april 1943    | 22 juni 1943     |                              |
| General der Infanterie | Friedrich Gollwitzer            | 22 juni 1943     | 28 juni 1944     |                              |
|                        |                                 | 28 juni 1944     |                  | Vernietigd aan het Oostfront |
|                        |                                 | November 1944    |                  | Opnieuw opgebouwd            |
| General der Kavallerie | Edwin von Rothkirch und Trach   | 11 november 1944 | 6 maart 1945     |                              |
| Generalleutnant        | Walter Botsch                   | 6 maart 1945     | 24 maart 1945    |                              |
| Generalleutnant        | Fritz Bayerlein                 | 24 maart 1945    | 17 april 1945    |                              |
|                        |                                 | April 1945       |                  | Vernietigd in de Ruhrkessel  |